# Oberschwäbisches Museumsdorf Kürnbach

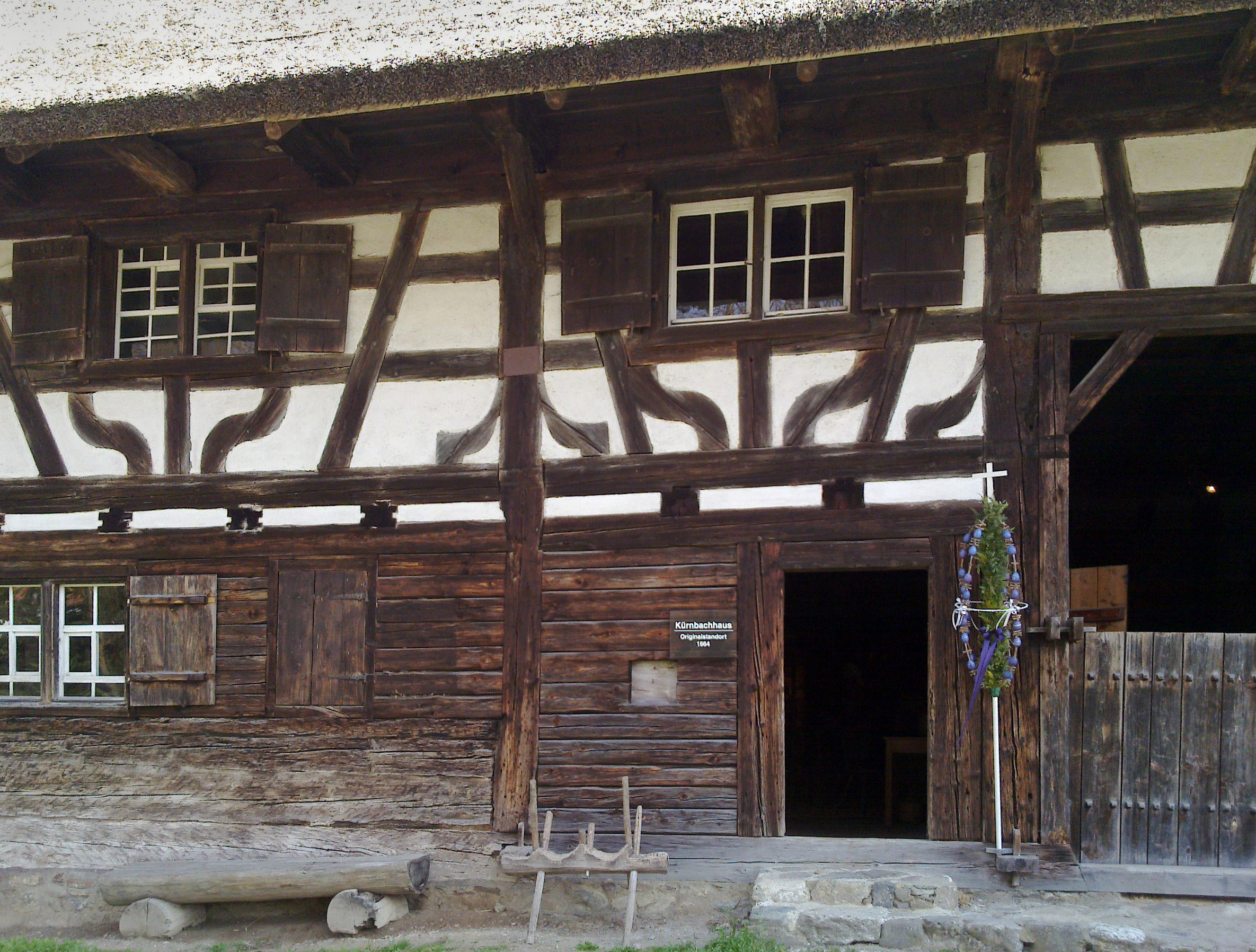
Detail des „Kürnbachhauses“ aus dem Jahr 1664, das am Originalstandort verblieb.

Das Oberschwäbische Museumsdorf Kürnbach in Kürnbach, einem Ortsteil von Bad Schussenried im Landkreis Biberach, ist eines von sieben regionalen ländlichen Freilichtmuseen in Baden-Württemberg. Das Freilichtmuseum in Oberschwaben mit dem Schwerpunkt ländliche Arbeitswelt und Wohnkultur wird vom Landkreis Biberach getragen.

## Museumsgestaltung und Geschichte

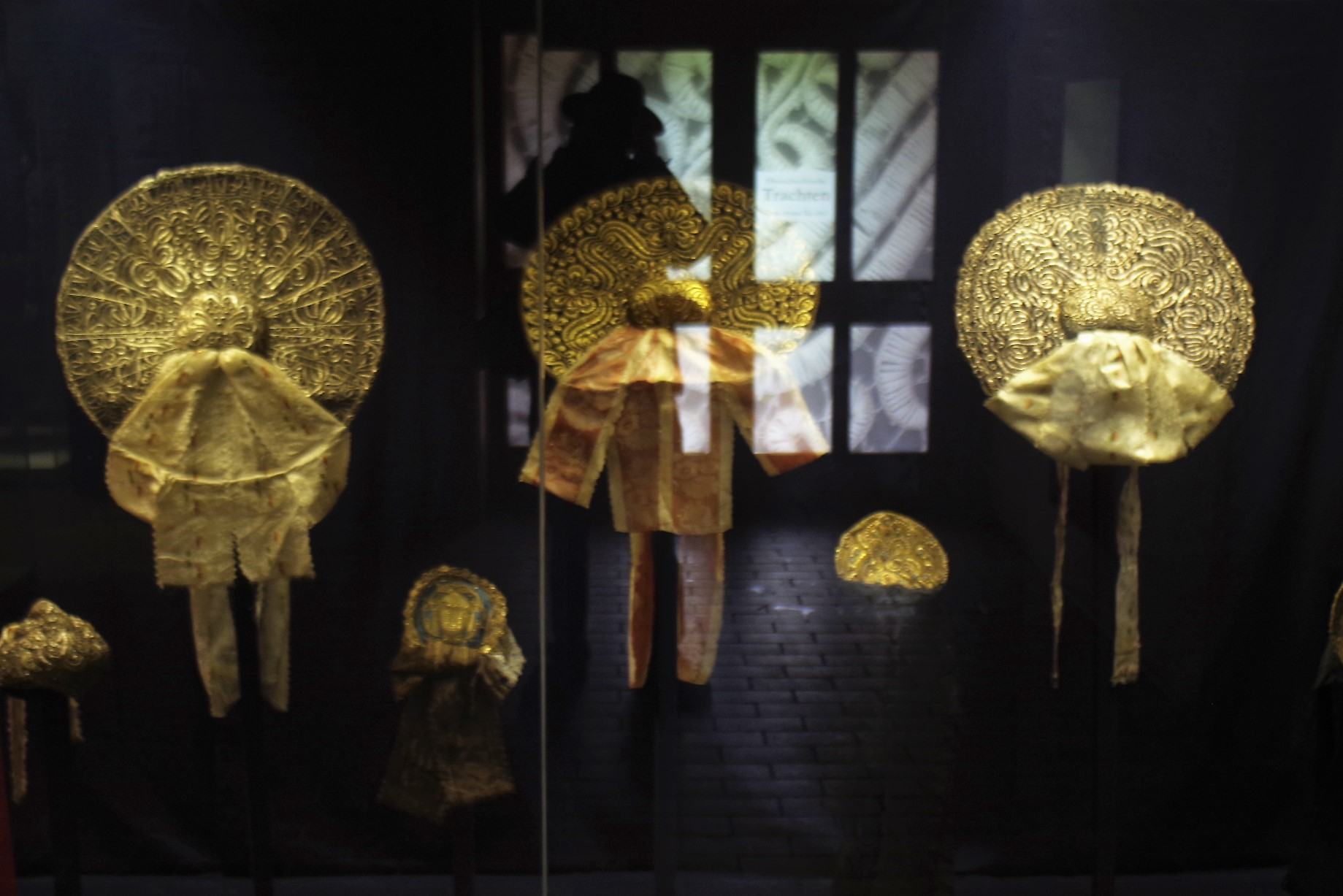
Goldgestickte Radhauben

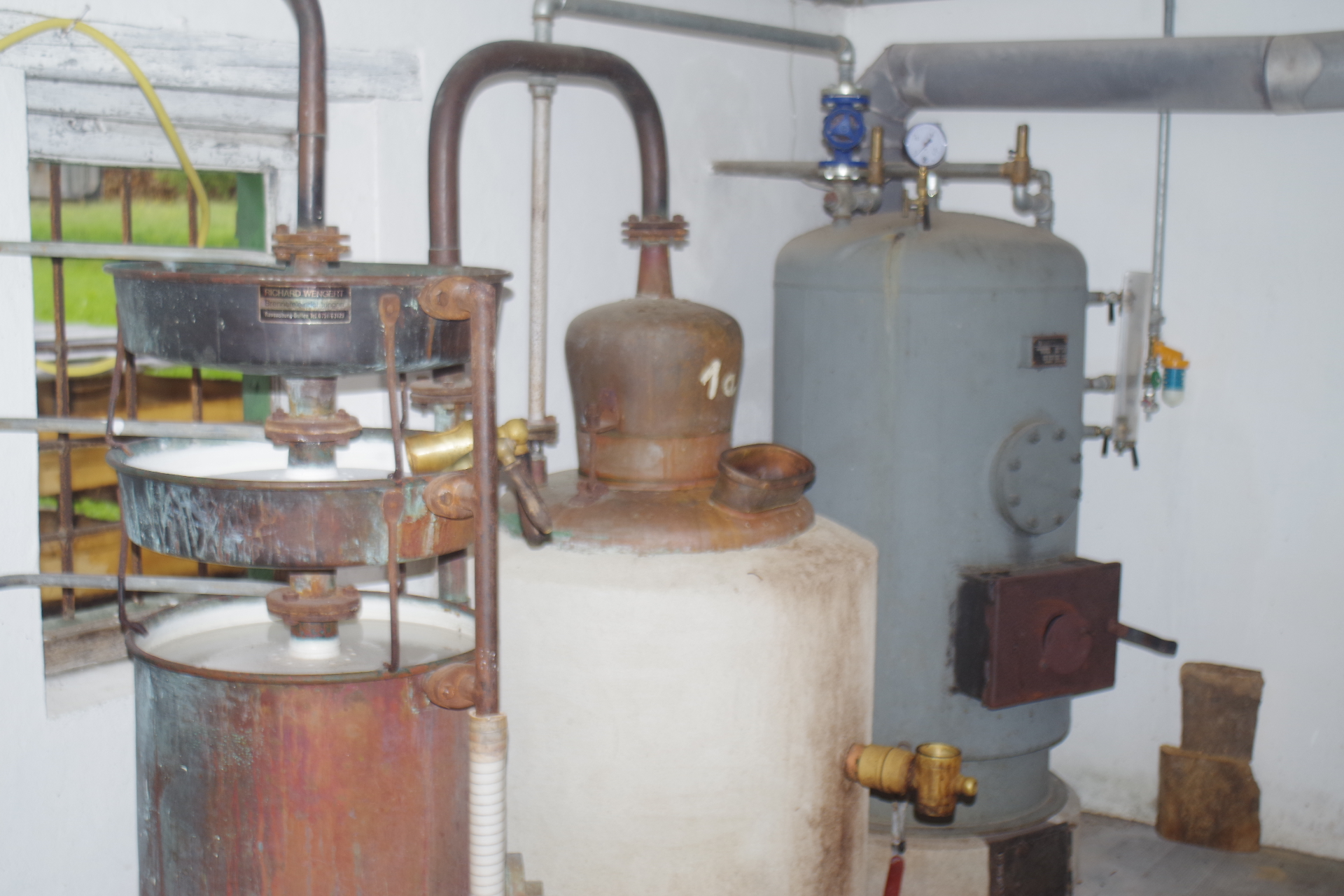
Obstschnapsbrennerei

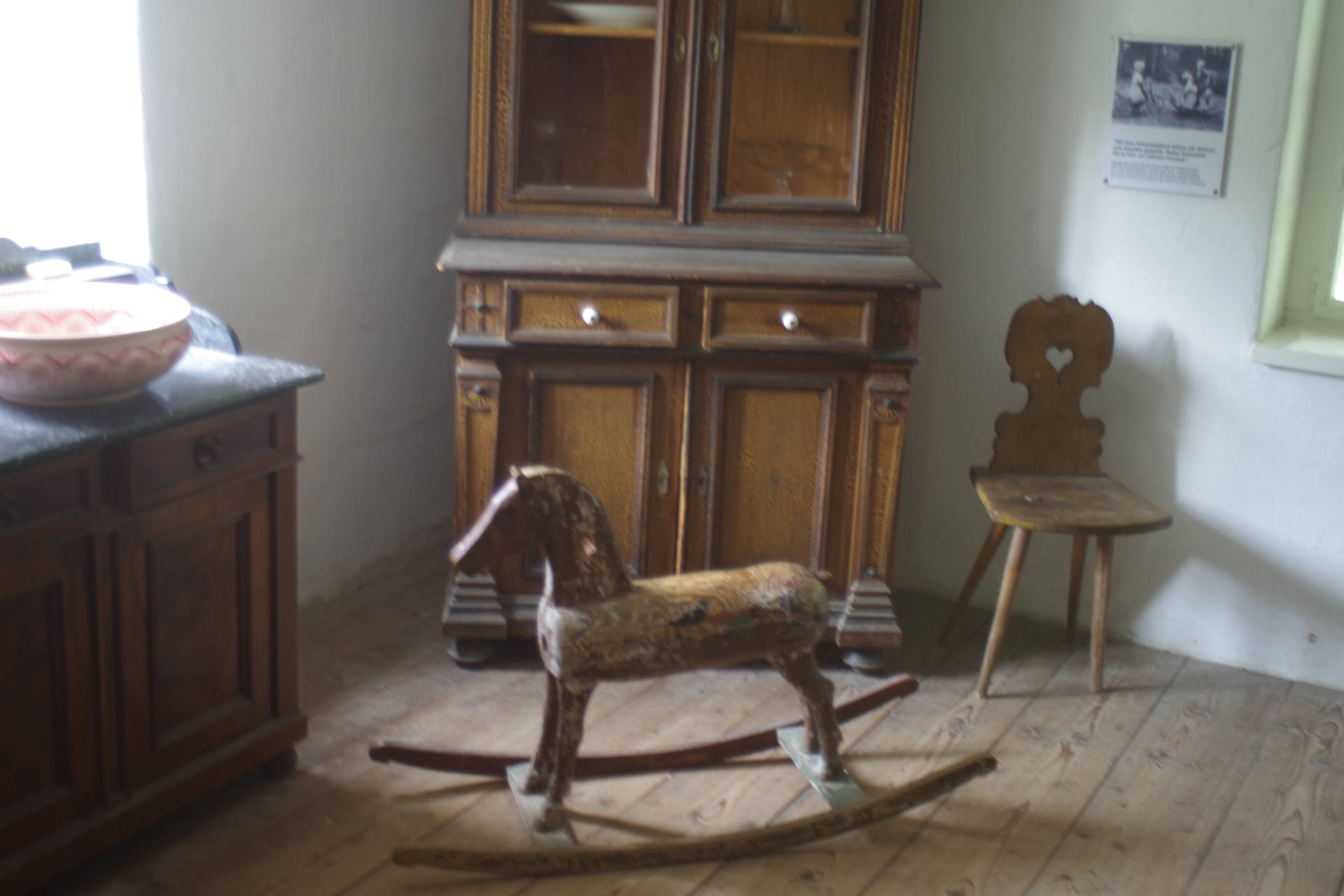
Das Schaukelpferd eines ehemaligen Bewohners

Den Ausgangspunkt bildete das 1664 erbaute Kürnbachhaus, das 1968 als Heimatmuseum eröffnet wurde. Im Jahr 1968 wurde auch die Idee geboren, auf dem umliegenden Gelände des Kürnbachhauses ein Freilichtmuseum zu eröffnen. Im Zuge des ersten Bauabschnitts, der bis 1985 reichte, wurden altoberschwäbische Bauernhäuser nach Kürnbach versetzt. Es folgte ein zweiter Bauabschnitt bis ins Jahr 1993, in dem 14 weitere Gebäude nach Kürnbach versetzt wurden.
Inzwischen umfasst das Museumsdorf 32 Gebäude aus sechs Jahrhunderten. Charakteristisch ist der Typus des altoberschwäbischen Bauernhauses, von dem sich im Museum vier Stück befinden (Hueb, Kürnbachhaus, Haus Laternser und Voggenhaus). Kennzeichen dieser strohgedeckten Eindachhäuser sind der Rauchabzug durch das Dach, Wände aus Holzbohlen, die Tenne in der Hausmitte und ein von durchgehenden Firstsäulen oder gekreuzten Hölzern getragener Dachfirst. Zudem sind etliche Wohn- und Wirtschaftsgebäude bäuerlichen Ursprungs zu besichtigen, die sich vom altoberschwäbischen Bauernhaus baulich unterscheiden (Unterer Bauhof und Bendelshof). Mit dem Haus Wolfer von 1499 verfügt das Museumsdorf über eines der ältesten erhaltenen Häuser des bäuerlichen Oberschwaben.
Seit 2000 ist im so genannten „Tanzhaus“ das Oberschwäbische Trachtenmuseum untergebracht, das die Festtagskleidung Oberschwabens und des Allgäus aus der Zeit zwischen 1750 und 1850 veranschaulicht. Auf dem Gelände sind darüber hinaus unter anderem ein Rathaus, eine Kapelle, ein Backhaus, eine historische Kegelbahn, eine Turm-Umspannstation, eine Schmiede und ein Speicher zu sehen.
Die zahlreichen Sammlungen und Ausstellungseinheiten in den Häusern beschäftigen sich mit dem Obstbau, der Elektrifizierung und dem Handwerk. Zu letzterem Bereich zählen übernommene Werkstätten, die die Arbeit oberschwäbischer Sattler, Küfer, Schneider, Flaschner, Geigenbauer, sowie Schuh-, Schindel-, Bürsten- und Korbmacher dokumentieren. Ein Friseursalon und Teile einer Metzgerei sind für den Besucher ebenfalls zu sehen.
Daneben werden auf den museumseigenen Wiesen rund 200 alte Apfelsorten kultiviert und somit erhalten.
Auf dem Gelände des Freilichtmuseums wird neben der Schaubrennerei Hagmann, in der zu bestimmten Veranstaltungen Alkohol gebrannt werden darf, eine vom 1975 in Ochsenhausen gegründeten Schwäbischen Eisenbahnverein 1100 Meter lange Echtdampf-Miniaturbahn mit vielen Schmalspurlokomotiven (5-, 7¼- und 10¼ Zoll) und Modellen von Fahrzeugen, die auf den württembergischen Schmalspurbahnen eingesetzt waren, betrieben.

## Museumspädagogik
Ein umfangreiches Programm ermöglicht es Erwachsenen und Kinder, das Museumsdorf zu erkunden. Neben Ferienprogrammen für die Kinder gibt es Themenführungen für Erwachsene und Handwerkerkurse. Ein stetig wachsendes museumspädagogisches Programm für Schulen und Kindergärten zu unterschiedlichsten Themen wird ebenfalls angeboten.

## Veranstaltungen, Beratung
Im Zuge der Obstbauausstellung wird im Museumsdorf auch Beratung zum Thema Obst- und Gartenbau angeboten; dazu gehören unter anderem Obstbaumschnitt- und Veredelungskurse.
Weitere große Veranstaltungen sind:
- Das alljährliche Dampffest, das seit über 10 Jahren stattfindet
- Großer Handwerkertag
- Pferdetag
- Schlachtfest
- Herbstmarkt

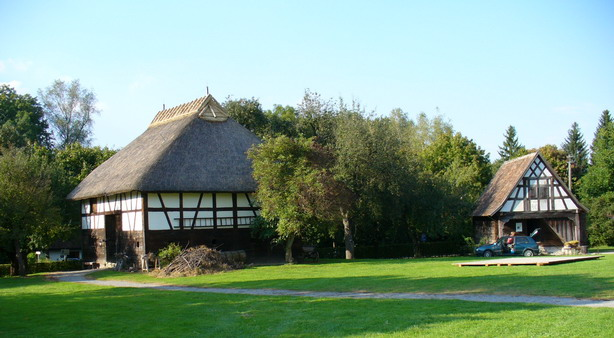
Strohdachhaus
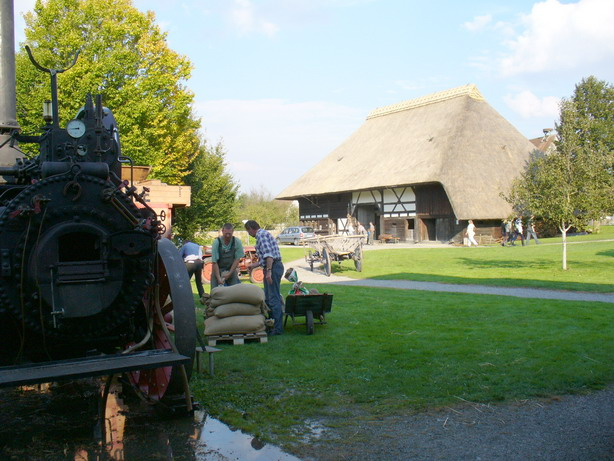
Strohdachhaus
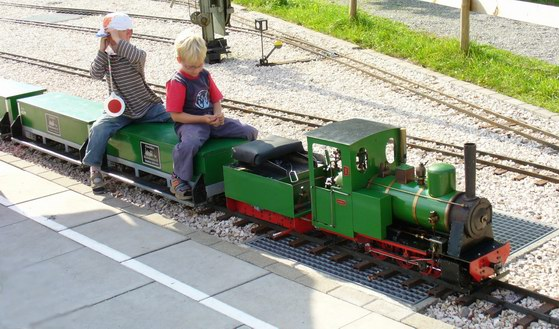
Dampf-Gartenbahn Kürnbach
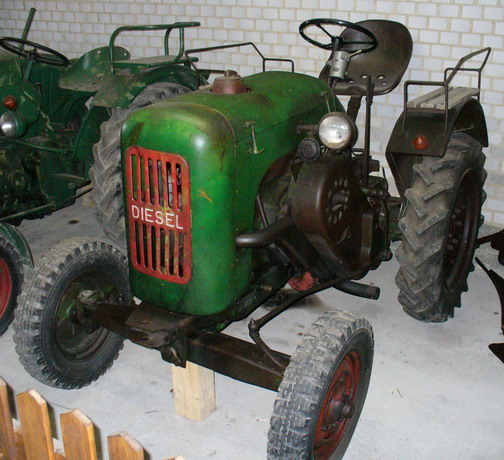
Allgaier-Schlepper von 1950
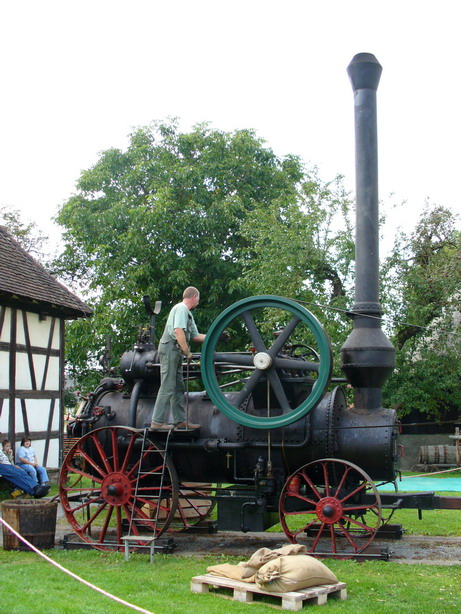
Assmann&Stockder-Lokomobil (1910)
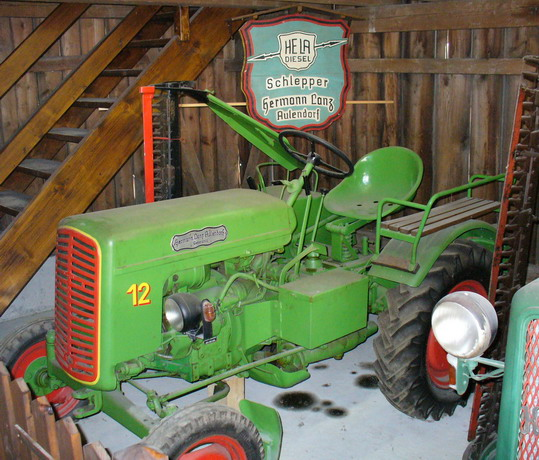
Hermann-Lanz-Aulendorf-Schlepper von 1956
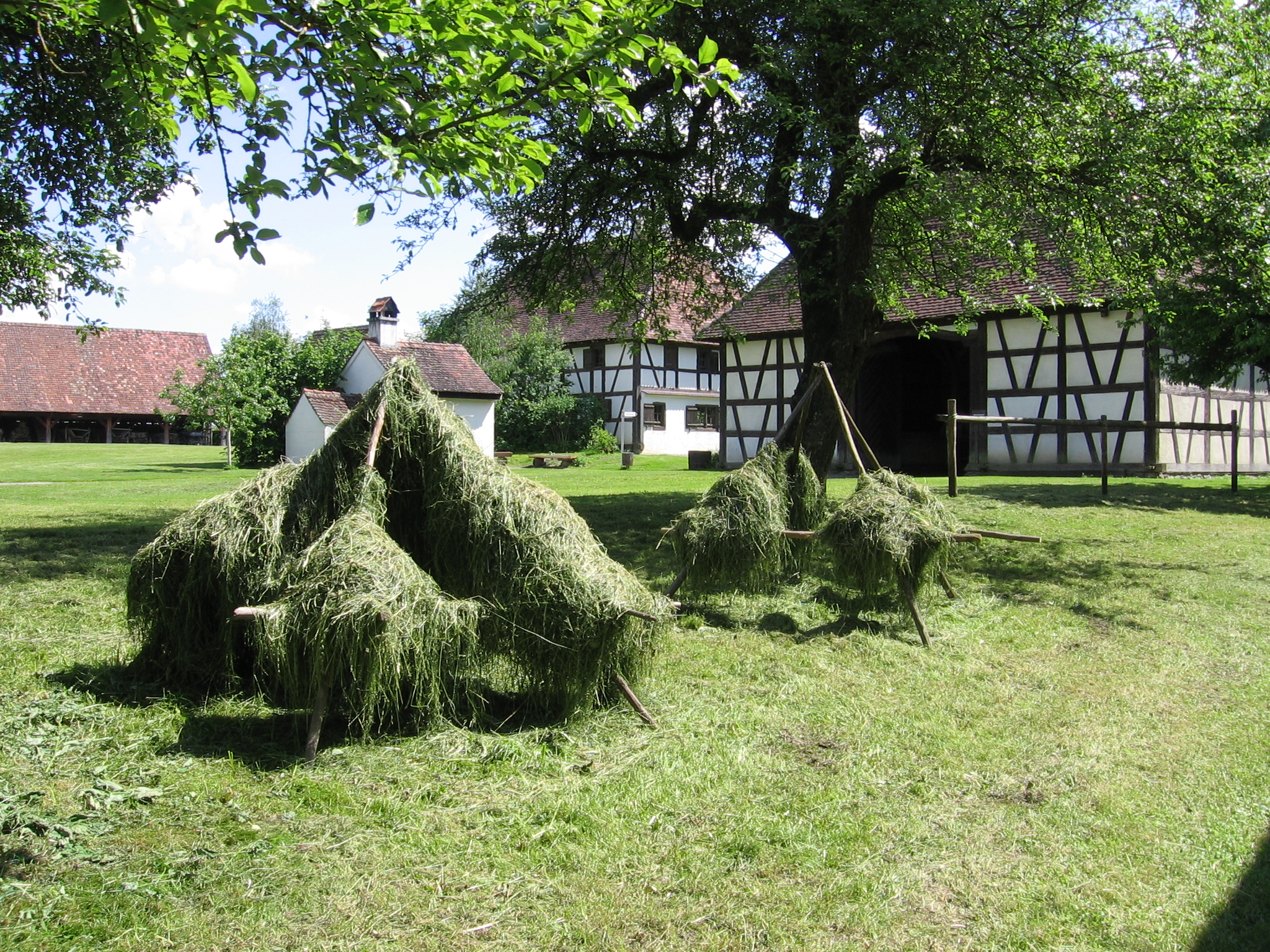
Typischer „Hoiza“
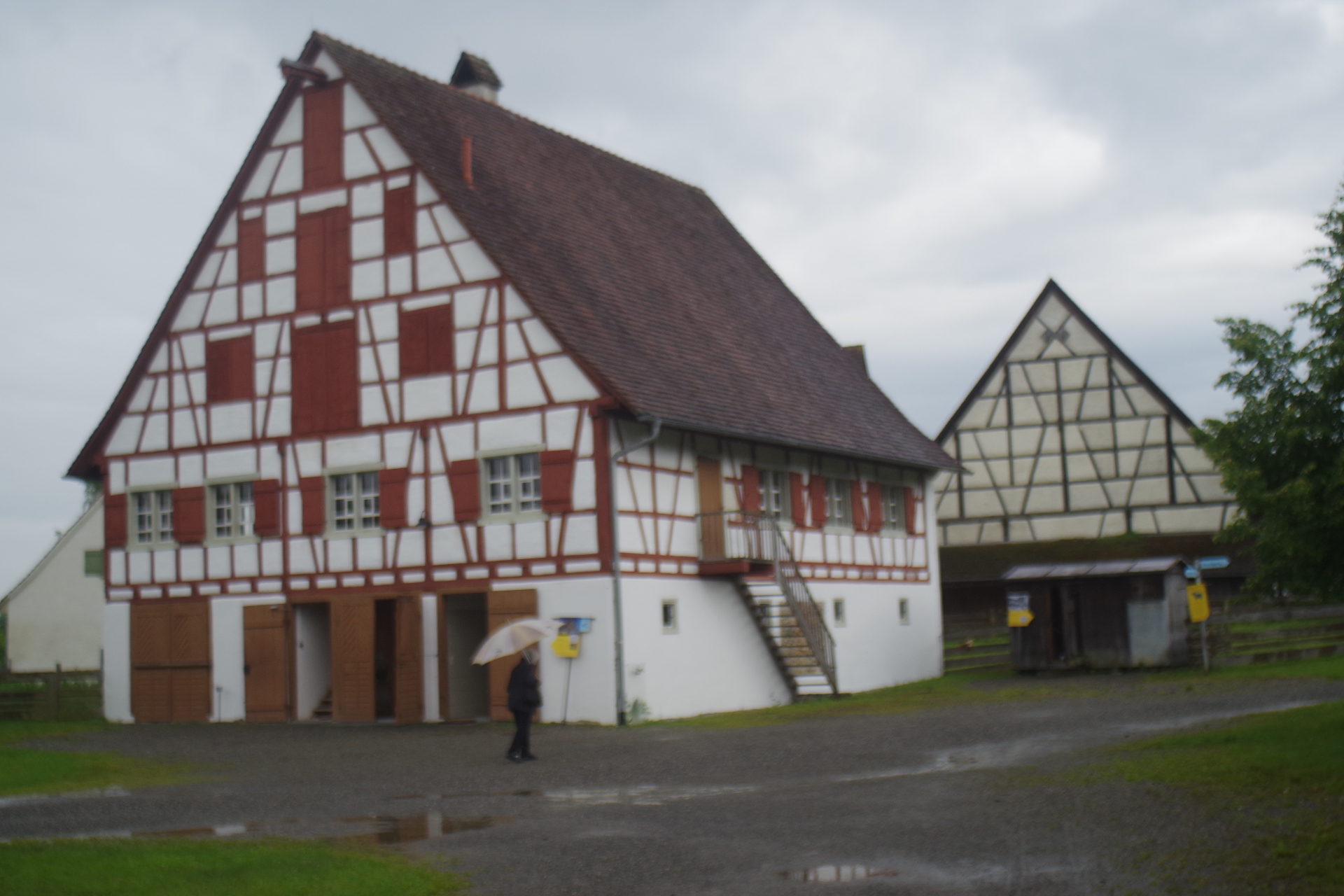
Das „Tanzhaus“ mit Oberschwäbischem Trachtenmuseum
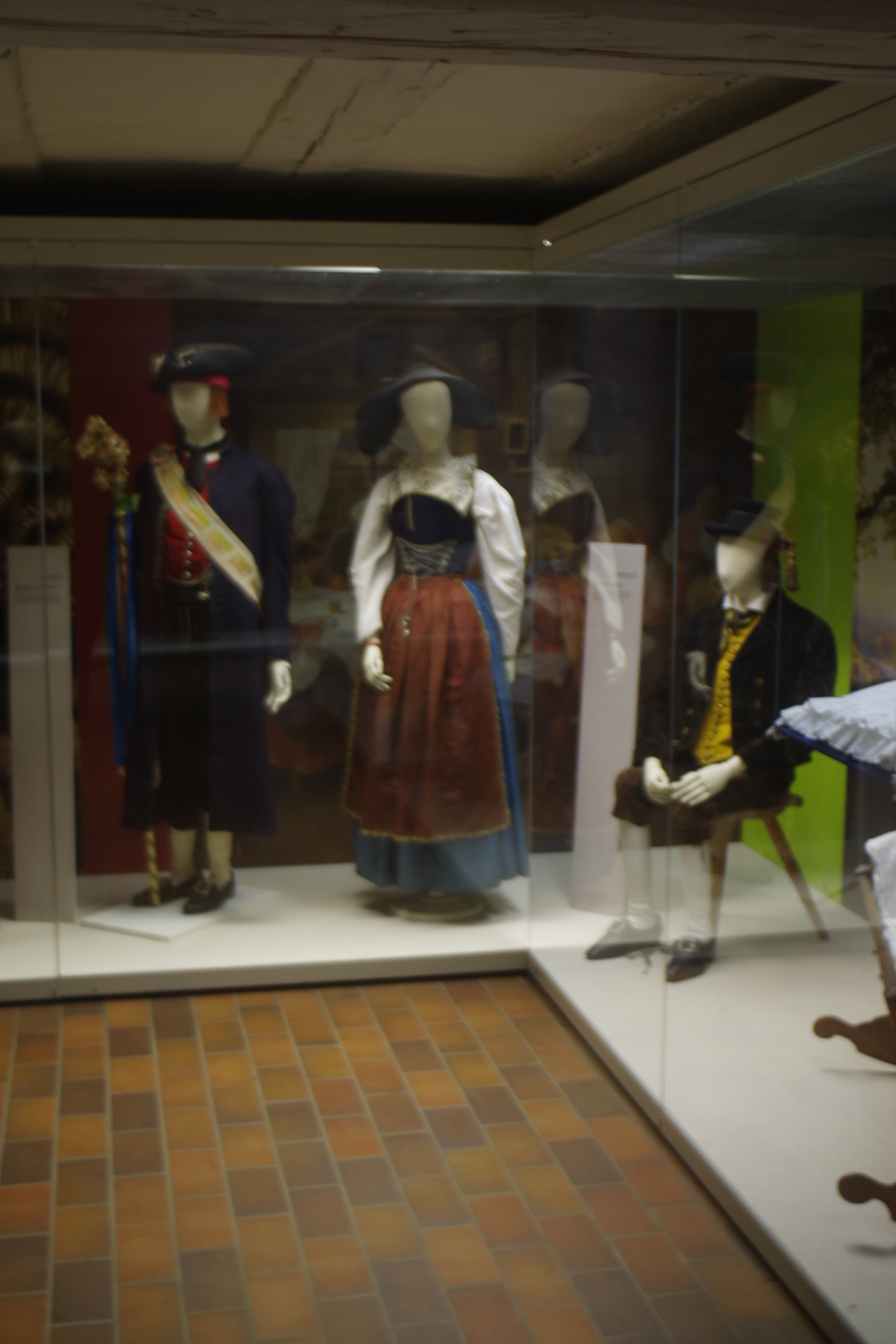
Trachtenausstellung, Oberschwäbische Trachten mit Hochzeitslader
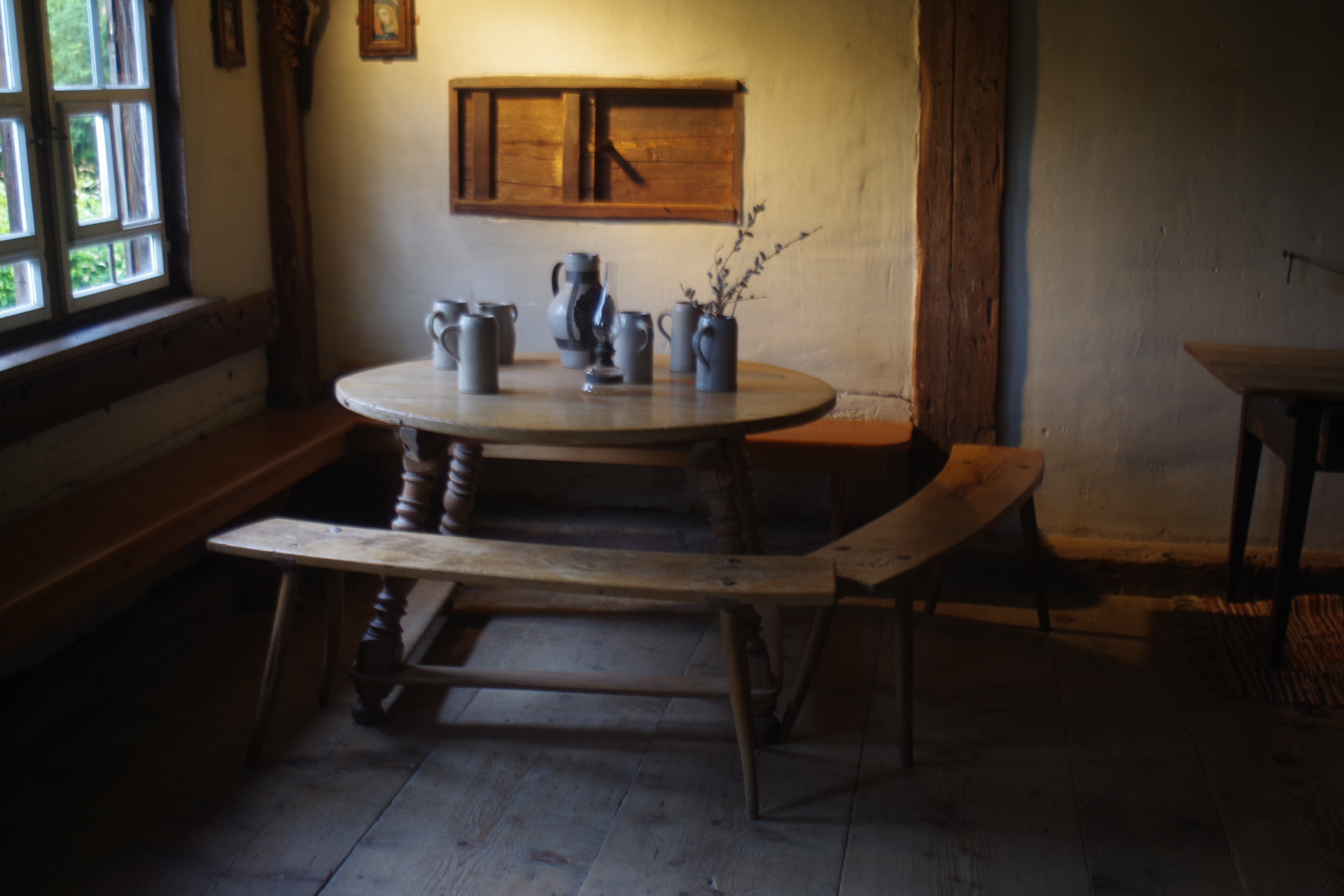
Stube im „Hueb“